# Thivencelle
Thivencelle ist eine französische Gemeinde mit 820 Einwohnern (Stand: 1. Januar 2022) im Département Nord in der Region Hauts-de-France. Sie gehört zum Arrondissement Valenciennes und zum Kanton Marly.

## Geografie
Die Gemeinde Thivencelle liegt am Ostende des Nordfranzösischen Kohlereviers und am Rand des Regionalen Naturparks Scarpe-Schelde, etwa zehn Kilometer nordwestlich von Valenciennes an der Mündung des Hogneau in den Fluss Haine, der hier zum Canal de Pommerœul à Condé ausgebaut ist, nahe der Grenze zu Belgien. Sie wird umgeben von den Nachbargemeinden Condé-sur-l’Escaut im Westen und Norden, Saint-Aybert im Norden und Osten, Crespin im Südosten und Süden sowie Quarouble im Süden und Südwesten.
Thivencelle hatte eine lange Steinkohlebergbau-Tradition, die heute noch an zahlreichen Bergarbeiterhäusern, abgetragenen Abraumhalden, verschlossenen Wetterschächten sund mit Wasser aufgefüllten Restlöchern erkennbar ist.

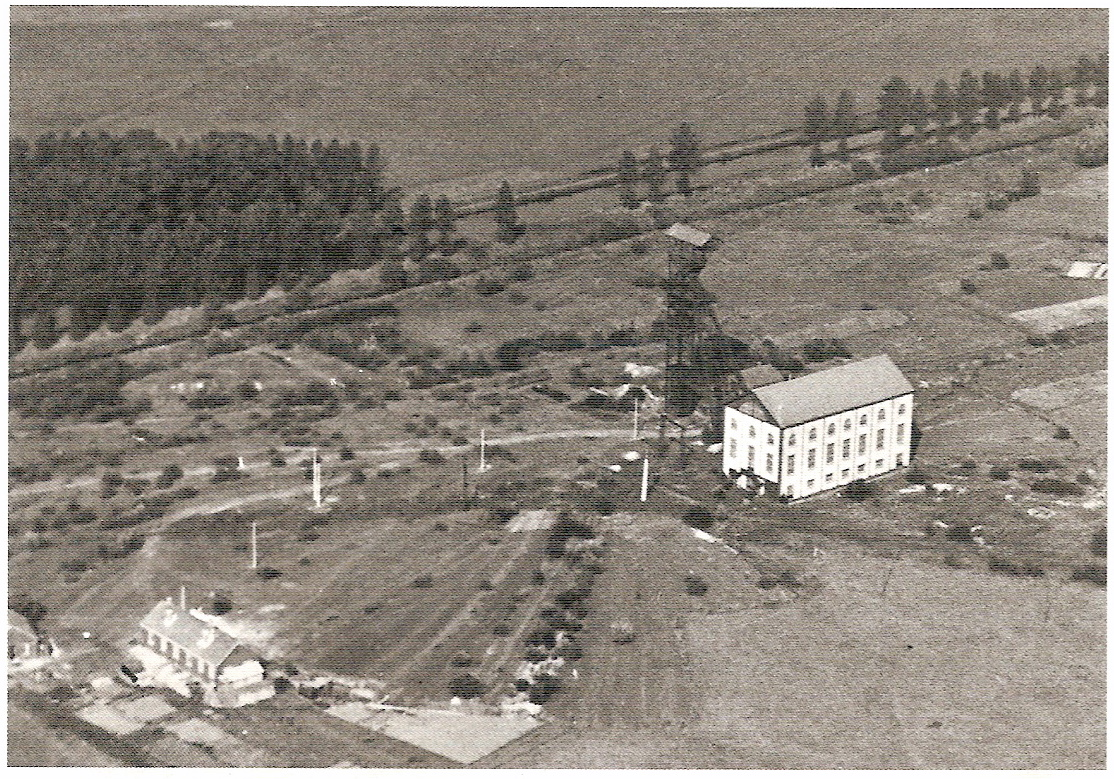
Zeche „Saint-Aybert“ im Jahr 1949

## Einwohnerentwicklung
| Jahr                       | 1962 | 1968 | 1975 | 1982 | 1990 | 1999 | 2006 | 2013 | 2021 |
| Einwohner                  | 1293 | 1116 | 961  | 818  | 824  | 839  | 813  | 866  | 824  |
| Quellen: Cassini und INSEE |      |      |      |      |      |      |      |      |      |

## Sehenswürdigkeiten
- Kirche Notre-Dame de l’Assomption, erbaut von 1855 bis 1859

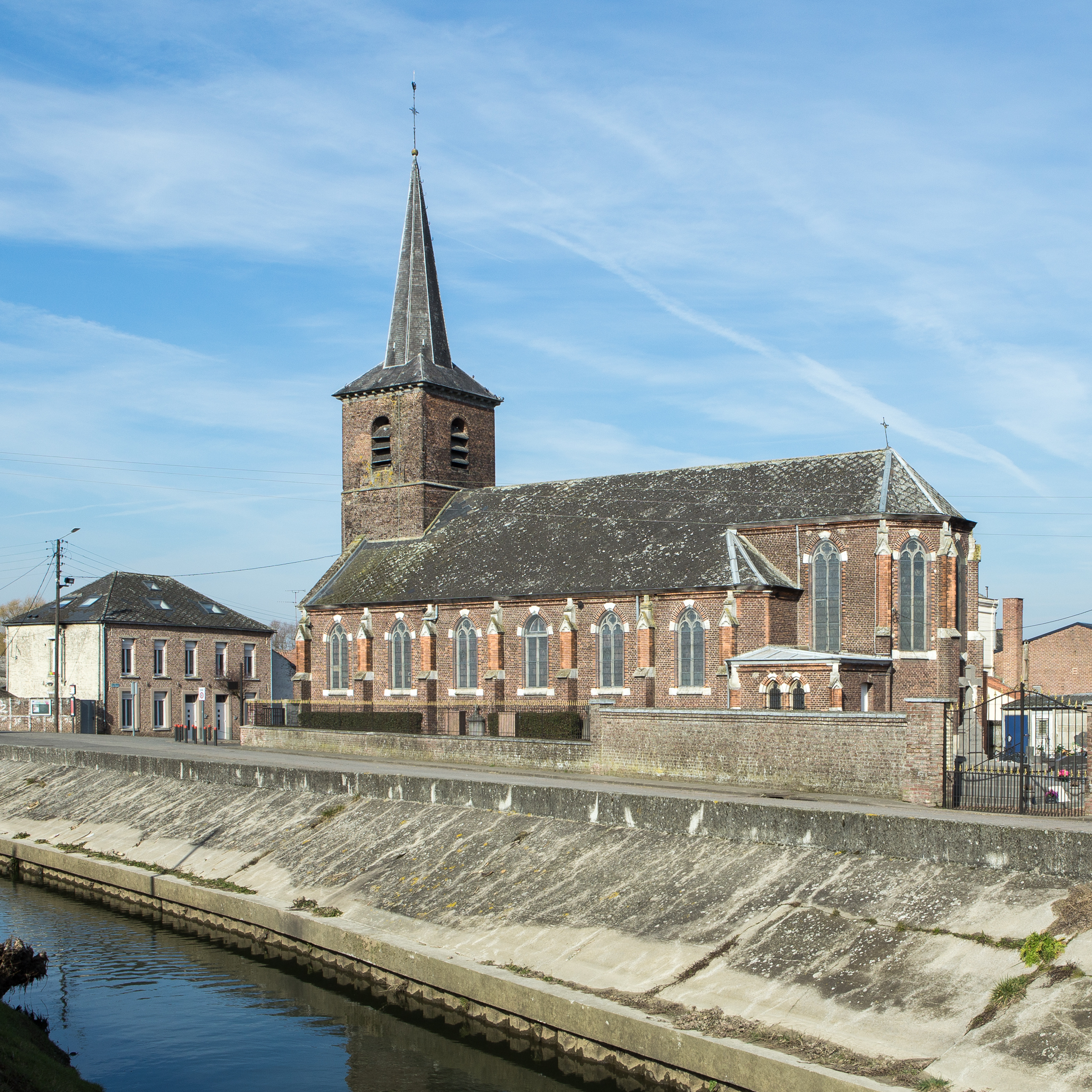
Kirche Notre-Dame de l’Assomption
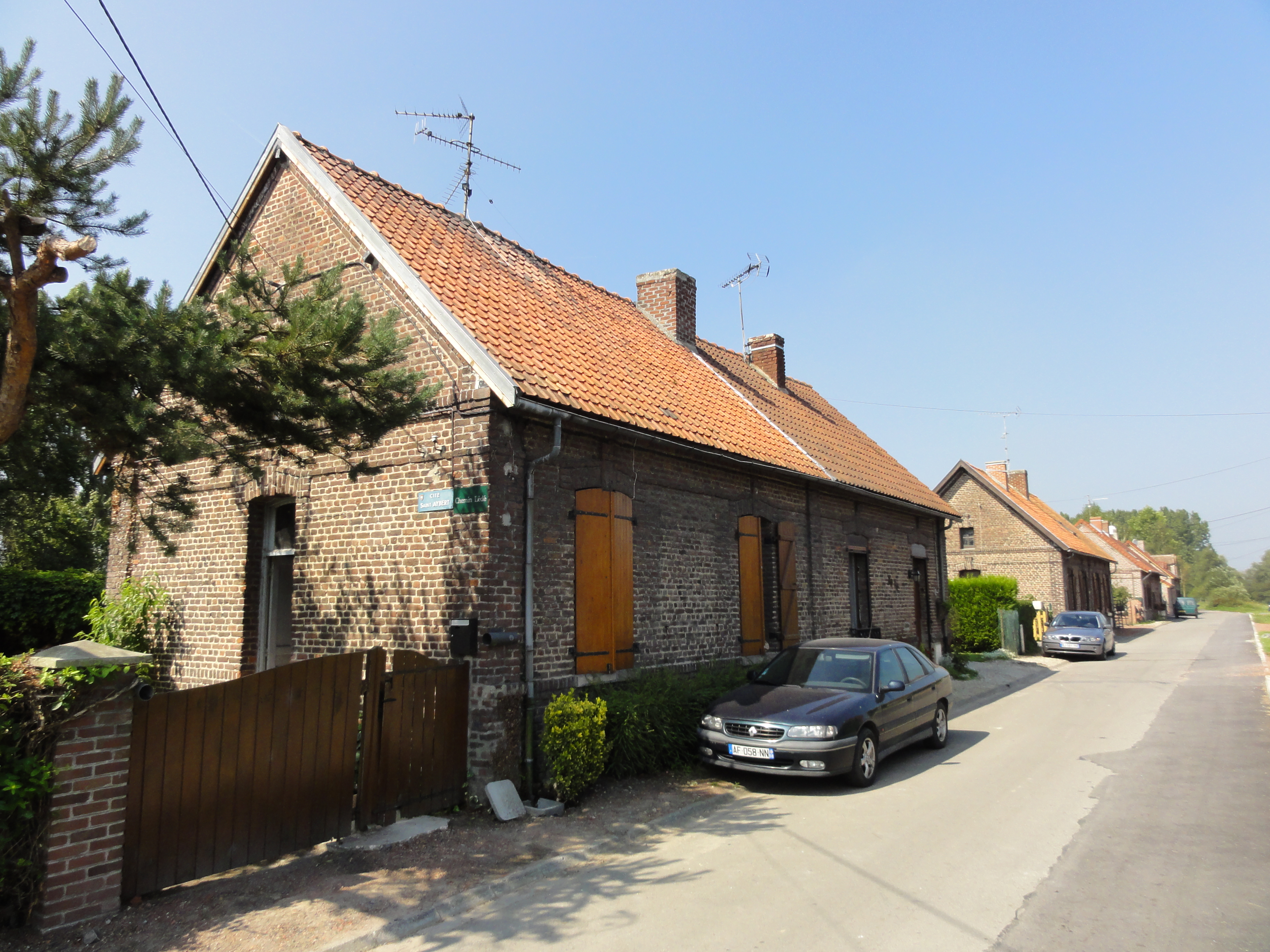
Bergarbeitersiedlung „Cité de la fosse Saint-Aybert“
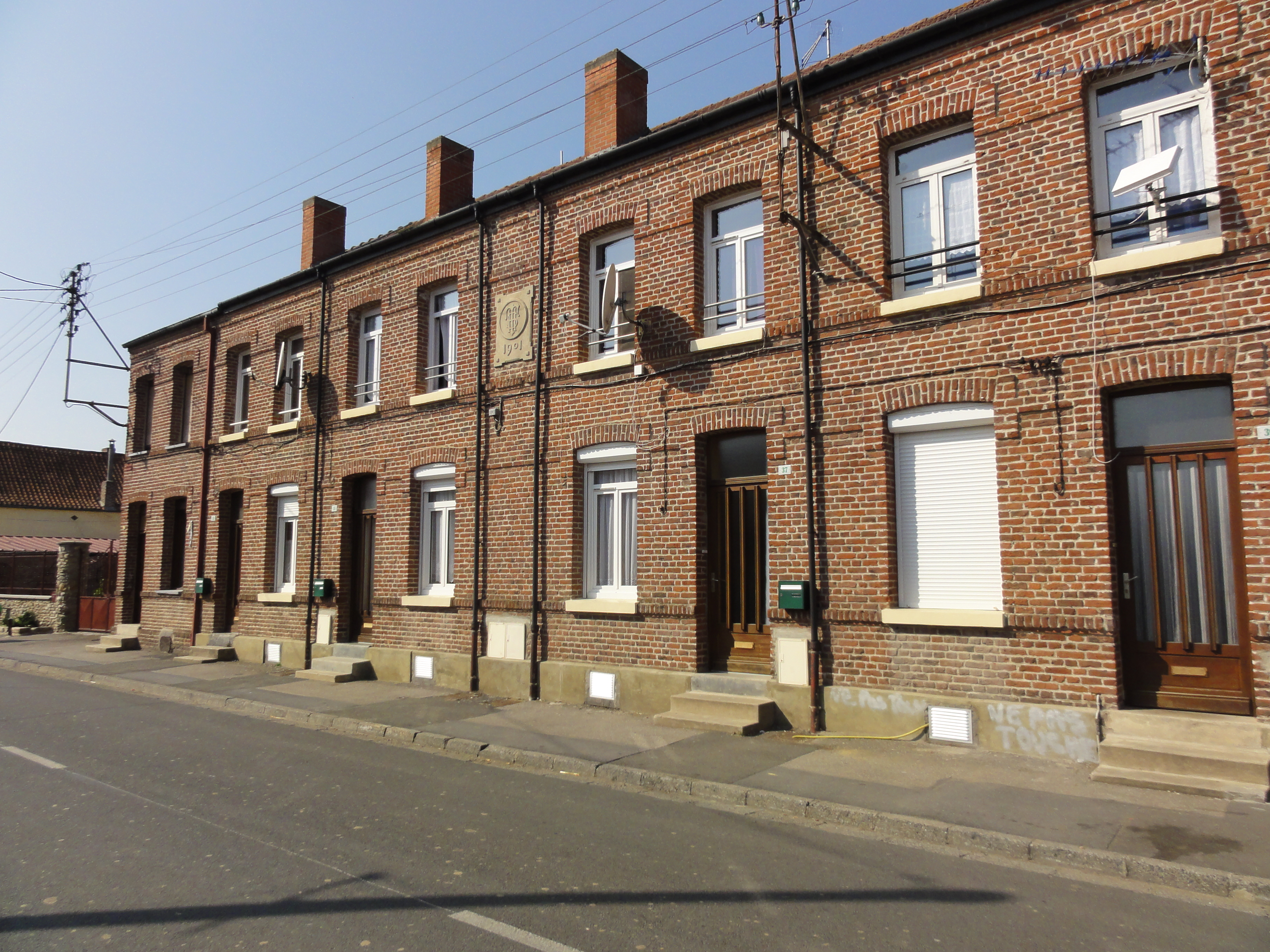
Bergarbeitersiedlung „Cité de la fosse Saint-Pierre“
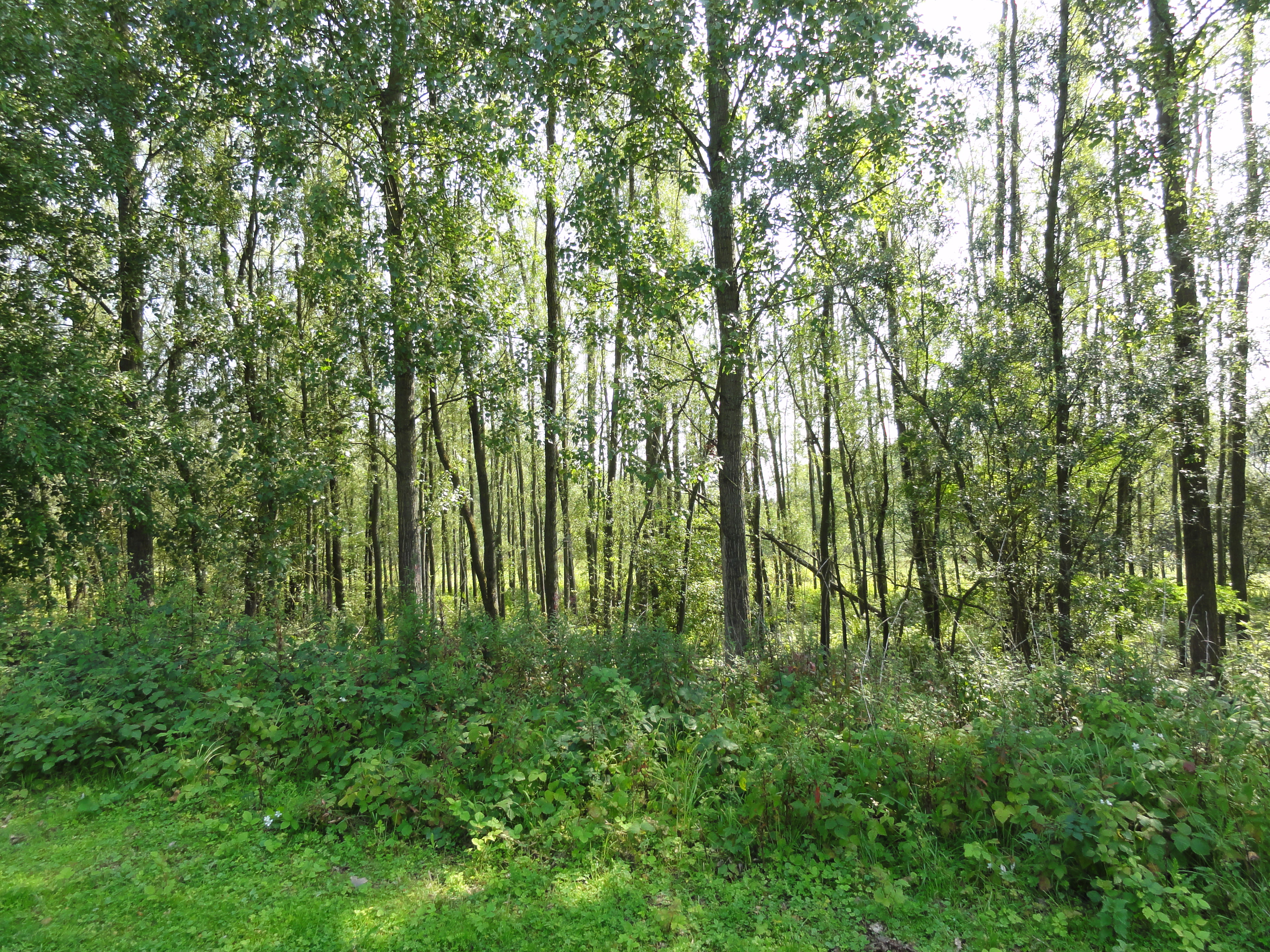
Aufgeforstete ehemalige Abraumhalde